# PSMB6
PSMB6 (англ. Proteasome subunit beta 6) – білок, який кодується однойменним геном, розташованим у людей на короткому плечі 17-ї хромосоми. Довжина поліпептидного ланцюга білка становить 239 амінокислот, а молекулярна маса — 25 358.
| 10         |  | 20         |  | 30         |  | 40         |  | 50         |
| ---------- |  | ---------- |  | ---------- |  | ---------- |  | ---------- |
| MAATLLAARG |  | AGPAPAWGPE |  | AFTPDWESRE |  | VSTGTTIMAV |  | QFDGGVVLGA |
| DSRTTTGSYI |  | ANRVTDKLTP |  | IHDRIFCCRS |  | GSAADTQAVA |  | DAVTYQLGFH |
| SIELNEPPLV |  | HTAASLFKEM |  | CYRYREDLMA |  | GIIIAGWDPQ |  | EGGQVYSVPM |
| GGMMVRQSFA |  | IGGSGSSYIY |  | GYVDATYREG |  | MTKEECLQFT |  | ANALALAMER |
| DGSSGGVIRL |  | AAIAESGVER |  | QVLLGDQIPK |  | FAVATLPPA  |  |            |

A: Аланін

C: Цистеїн

D: Аспарагінова кислота

E: Глутамінова кислота

F: Фенілаланін

G: Гліцин

H: Гістидин

I: Ізолейцин

K: Лізин

L: Лейцин

M: Метіонін

N: Аспарагін

P: Пролін

Q: Глутамін

R: Аргінін

S: Серин

T: Треонін

V: Валін

W: Триптофан

Кодований геном білок за функціями належить до гідролаз, протеаз, треонінових протеаз, фосфопротеїнів. 
Задіяний у таких біологічних процесах, як взаємодія хазяїн-вірус, ацетилювання. 
Локалізований у цитоплазмі, ядрі.